# Xaban
Xaban (àrab: شعبان, xaʿbān) és el vuitè mes del calendari musulmà i té 29 dies. És el mes de ‘separació’, perquè els àrabs preislàmics solien dispersar-se a la recerca d'aigua. Certs musulmans pietosos tenen el costum de dejunar durant part o la totalitat d'aquest mes per a preparar el dejuni obligatori (sawm) del mes següent.
La nit del 14 al 15 s'anomena Làylat al-Barat (‘Nit de la Salvació’) o, als països asiàtics Xab-i-Barat (‘Nit de l'emancipació’), i s'hi commemora que Déu salvà Noè del Diluvi. Igualment, segons la tradició, Déu determina durant aquesta nit qui viurà i qui morirà l'any següent. L'endemà les famílies solen ocupar-se de les tombes dels familiars.
Pels xiïtes imamites, el mes de xaban també és important perquè marca l'aniversari del dotzè imam, Muhàmmad al-Mahdí, nascut el 15 d'aquest mes l'any 255 de l'Hègira (2 d'agost de 869). Aquest aniversari és un pretext per a diversions populars, a semblança del Nadal pels cristians.

## Dates assenyalades
- 3 de xaban, naixença de l'imam xiïta al-Hussayn ibn Alí
- 5 de xaban, naixença de l'imam xiïta Alí Zayn-al-Abidín
- 14 de xaban, Làylat al-Barat, nit especial de pregàries.
- 15 de xaban, naixença del darrer imam imamita, Muhàmmad al-Mahdí.

| Mesos del calendari musulmà |
| --- |
| muhàrram • sàfar • rabí al-àwwal • rabí al-àkhir • jumada al-ula • jumada al-àkhira • ràjab • xaban • ramadà • xawwal • dhu-l-qada • dhu-l-hijja |